# ویکی‌پدیای اسلونیایی
ویکی‌پدیای اسلونیایی (به اسلونیایی: Slovenska Wikipedija) نسخه اسلونیایی وب‌گاه ویکی‌پدیا است و در مارس ۲۰۰۲ ایجاد شده است و در ژوئیه ۲۰۰۷ به ۵۰٬۰۰۰ مقاله رسید.
تا تاریخ ۱۵ ژوئیه ۲۰۱۱ این دانش‌نامه با بیش از ۱۱۹٬۲۰۰ مقاله در رتبهٔ سی‌وسوم ویکی‌پدیاها قرار داشت.